# Nordex

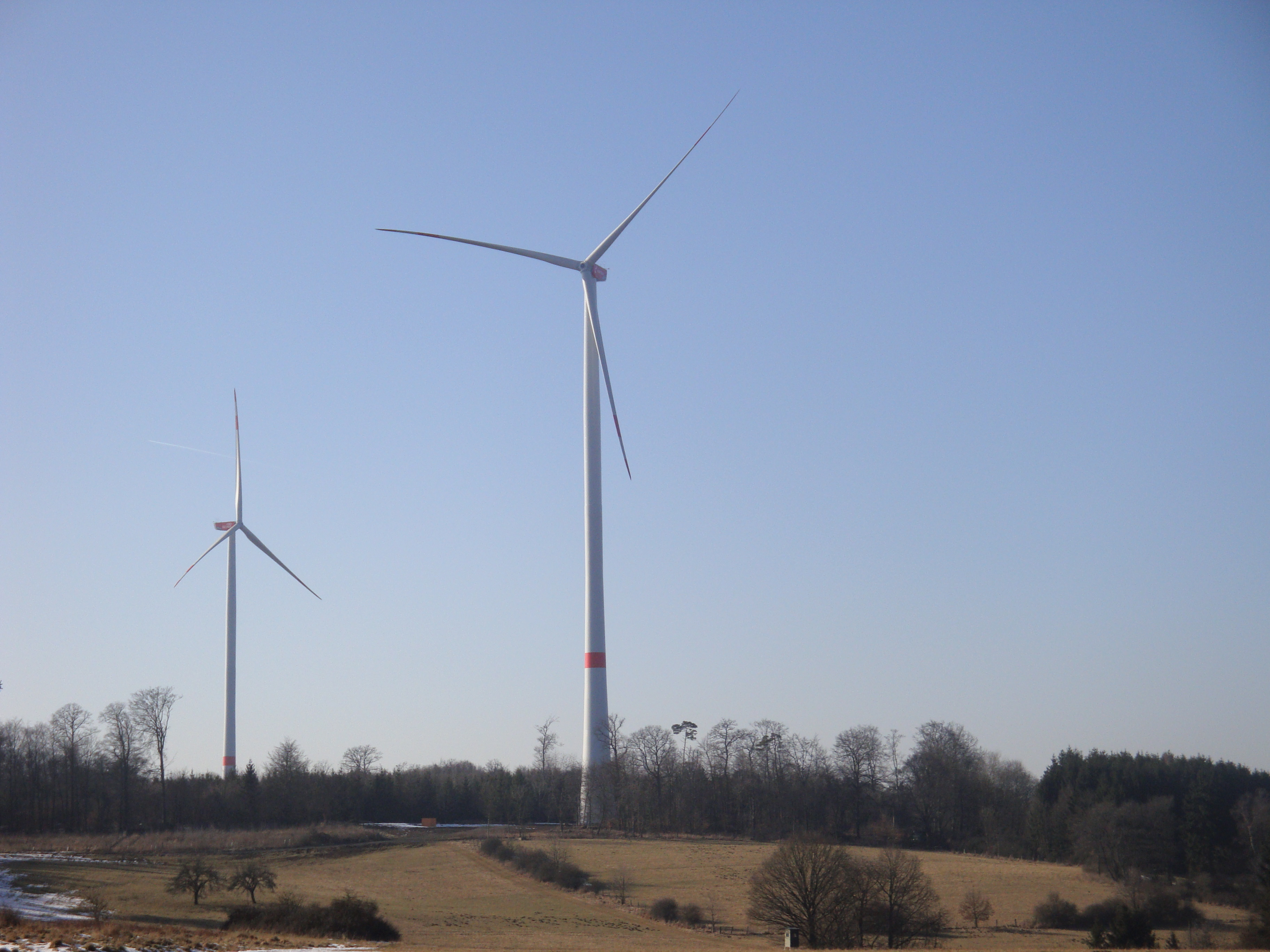
Éoliennes Nordex SE dans le parc éolien de Hohenahr, Allemagne

Nordex SE est une entreprise européenne dont le siège social et les ateliers de fabrication sont situés à Rostock alors que la direction est à Hambourg en Allemagne. La société, détenue par le groupe espagnol Acciona depuis 2016, fait partie de l'indice TecDAX de la Bourse de Francfort. Elle fabrique, implante et répare des éoliennes terrestres de 4 à 6 MW de puissance à travers le monde. L'entreprise n'est pas présente dans le secteur des éoliennes offshore (en).
Le groupe dispose de filiales opérationnelles en Afrique du Sud, Argentine, Australie, Brésil, Chili, Danemark, Mexiques, Etats-Unis, France, Grèce, Inde, Irlande, Italie, Pakistan, Pologne, Portugal, Royaume-Uni, Suède, Turquie et Uruguay.
Le groupe Nordex SE dispose d'usines de production et d'assemblage en Allemagne, au Brésil, en Chine, en Espagne, en Inde et en Pologne et au Mexique dans le cadre d'un partenariat,.

## Histoire
Nordex a été fondée en mai 1985, à partir de la société Brande Kedel og Beholderfabrik à Svindbæk près de Give Sogn, dans la commune de Vejle, au Danemark, une usine de chaudières fondée par Flemming Pedersen et ses fils Carsten et Jens. Le Danemark a toujours été un pays pionnier de la transition énergétique et de l'utilisation de l'énergie éolienne. Des recherches sur les éoliennes et les petits systèmes se sont développées depuis la fin du XIXe siècle. Un concept technique de base pour la construction d’éoliennes a été testé dans les années 1940. Les fabricants danois ont connu un boom dans les années 1980 après que l'énergie éolienne ait été encouragée par des aides d'État aux États-Unis, notamment en Californie. Les constructeurs danois y ont conquis d'importantes parts de marché grâce à leur fiabilité. En 1985, l’industrie éolienne danoise a fabriqué plus de 3 000 éoliennes, la plupart destinées au marché californien. Cela a créé de nouveaux modèles commerciaux pour les entreprises danoises des secteurs connexes tels que l' industrie métallurgique , ce qui a augmenté le nombre de fabricants. Entre autres choses, Nordex s'est également lancé dans l'industrie de l'énergie éolienne et a demandé aux ingénieurs Kim Andersen et Knud Buhl de développer le premier type de turbine en 1985, qui a été lancé la même année.

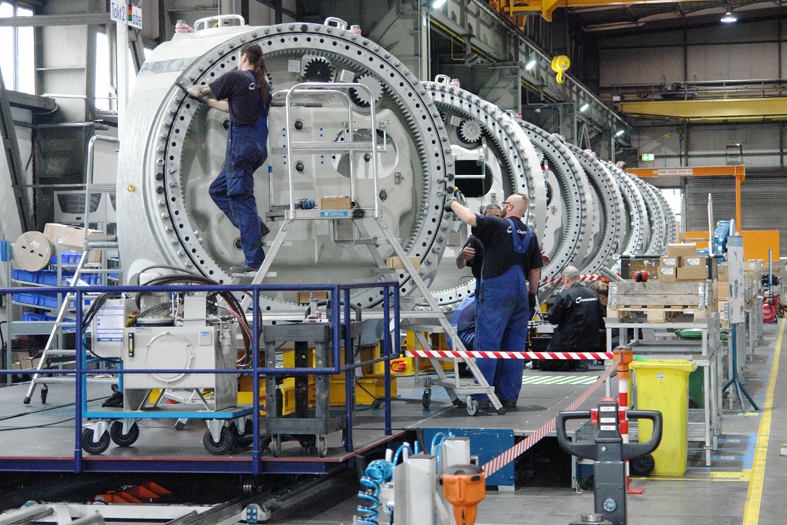
Vue de l'usine Nordex SE de Rostock

La création de Nordex remonte à 1985, alors que la demande mondiale d’éoliennes n’a pas encore connu sa première grande croissance dans les années 1990. Nordex s'est toujours concentré sur des éoliennes de grande taille et forte puissance : deux années seulement après son démarrage, Nordex installe la plus grande éolienne de série au monde de l'époque.
En 1995, Nordex lance la production de la première éolienne de série de plus d’un mégawatt au monde puis de nouveau en l’an 2000 le plus puissant modèle d’éolienne de série de l’époque avec la N80/2500, d’une puissance de 2,5 MW.

## Intégration dans Babcock-Borsig
Les activités de Nordex en Allemagne ont débuté en 1991 à travers Nordex Energieanlagen GmbH, société fondée par Volker König, Werner Napp et Günter Schmidt,. L'année suivante, cette société a mis en place son propre développement et sa propre production qui a ensuite été réintégrée dans l'ensemble de l'entreprise. La première éolienne produite en série au monde dans la catégorie des mégawatts a été construite en 1995. En 1996, Balcke-Dürr, filiale du groupe Babcock-Borsig (de), rachète 51 % de Nordex et 26 % supplémentaires sont acquis en 1998. En 1999, l'usine existante de Rerik, se révélant trop petite, l'ancienne usine de moteurs diesel de Rostock (de), en ex RDA, est rachetée pour devenir l'usine principale. À cette époque, Nordex est l’une des dix sociétés d’énergie éolienne les plus prospères au monde.
Nordex commence à produire les turbines Südwind, entreprise qui avait fait faillite. Nordex a commencé à produire des turbines de la classe 1,5 MW (ProTec MD 1.500 kW) à partir de 2001 - à l'origine de "pro + pro Energiesysteme" (une filiale d'Aerodyn Energiesysteme GmbH et Denker & Wulf) a développé le S.70 et plus tard le S.77 - sous licence.
En 2001, la filiale française est créée, dont le siège se trouve à la Plaine Saint-Denis.
En 2001, à la suite de difficultés financières, le groupe Babcock-Borsig introduit en bourse sa division d'énergie éolienne Nordex, la société de vente NPV, le fabricant d'éoliennes (insolvable) Südwind Borsig Energy GmbH et de Borsig Rotor, fondée en 1999. La société de transition, qui opérait sous le nom de Taifun AG, était détenue à 80,5 % par Borsig Energy GmbH et à 19,5 % par la famille fondatrice de Nordex, Petersen. En avril 2001, les actions Nordex sont cotées pour la première fois en bourse (segment de marché Neuer Markt (de). 
Le 1er octobre 2001, Babcock-Borsig vend sa participation restante de 29,8 % dans Nordex à Westdeutsche Landesbank pour environ 140 millions d'euros. La famille Petersen détenait toujours une participation de 7 % dans Nordex SE.

## Crise et reprise d'activité
En 2003, Nordex connait une grave crise avec un ralentissement économique général, une baisse de la demande d'éoliennes et une quasi absence de commandes. Nordex enregistre de fortes pertes. En 2005, une restructuration va entraîner une forte réduction de la gamme de produits et l'usine principale de Give est fermée supprimant 150 emplois. Les filiales Südwind Energy GmbH et Nordex Energy GmbH sont fusionnées. La société réduit son capital dans un rapport de 10:1, suivi d'un refinancement global. Les principaux actionnaires, CMP Management, Goldman Sachs et Momentum (Suzanne Klatten) sont fortement impliqués.
À partir de 2005, la société connait un nouvel essor. En 2006, la première installation offshore d'Allemagne est construite à Breitling et la production de grandes turbines commence en Chine. Dès 2003, une installation d'essais offshore avait été construite à Kattegat, au large de la ville portuaire danoise de Frederikshavn. En janvier 2007, Nordex ouvre une usine de production de pales de rotor en Chine. Début 2008, Nordex ré-ouvre son ancien site de Rerik pour la formation du nouveau personnel et, en octobre 2008, annonce un investissement dans une nouvelle usine à Jonesboro, dans l'Arkansas. L'usine, qui a coûté environ 40 millions de dollars, est inaugurée officiellement en octobre 2010. 
En 2008, Nordex s'exporte au delà de l'Atlantique et ouvre sa filiale Nordex USA à Chicago.
En mars 2010, Nordex prend la forme juridique d'une société européenne (SE). Depuis cette date, la raison sociale de la société est Nordex SE. En début d'année 2011, Nordex SE transfère son siège social à Hambourg-Langenhorn.
En 2011, Nordex est l'une des premières entreprises du secteur de l'énergie éolienne à convertir son usine principale de Rostock à la production en série avec la mise en place de trois lignes d'assemblage pour la nacelle, la transmission et le moyeu, chacune étant alimentée par trois lignes de pré-assemblage, ce qui a permis de réduire de 30 % le temps de production par turbine et d'augmenter la capacité annuelle maximale de l'usine qui a été portée à 1 000 systèmes. 
En décembre 2012, Nordex arrête sa production de pales de rotor en Chine en raison d'une sous utilisation des capacités sur ce marché. Des mesures de restructuration ont également été annoncées à l'usine de Jonesboro en raison d'un manque d'activité. En 2012, Nordex SE a mis fin au développement de la turbine N.150/6000, destinée exclusivement aux parcs éoliens offshore, en raison du développement incertain de ce secteur de marché et a cherché à vendre les parts du parc éolien offshore Arcadis Ost 1. En juin 2013, Nordex SE annonce l'arrêt de la production de nacelles aux États-Unis en raison d'une faible utilisation et supprime 40 emplois.
Dans le même temps, Nordex renforce la production de pales de rotor dans son usine principale de Rostock à 400 pales NR.58,5, afin de réduire les coûts. Nordex SE va aussi acheter les pales NR.58.5, en partie renforcées avec des fibres de carbone (CFRP), aux fabricants de pales de rotor SGL Rotec et, depuis février 2014, à l'américain TPI Composites, dont l'usine est située en Turquie. En mars 2014, Nordex SE a dépassé les 10 000 MW de capacité installée.

## L'intervention d'Acciona, SA
En octobre 2015, Nordex annonce un accord avec le groupe espagnol Acciona, SA. Nordex rachète sa filiale Acciona Windpower pour un montant de 785 millions d'€uros en échange de 16,6 % de son capital et 366 millions d'€uros en numéraire. Acciona rachète ensuite d'autres actions du groupe allemand, devenant son actionnaire principal avec 29,9 % du capital.En octobre 2019, Acciona propose de prendre le contrôle de Nordex SE afin de renforcer les résultats de la société à la suite de l'insolvabilité du fournisseur rival allemand Senvion.
En début d'année 2017, Nordex rachète le développeur danois de pales de rotor SSP Technology, qui compte environ 70 salariés. SSP Technology avait développé diverses pales de rotor pour des éoliennes d'une puissance de 1,5 à 8 MW et fabriquait également des prototypes de ces pales dans sa propre usine à Kirkeby. L'objectif de l'acquisition qui, selon Nordex SE, a coûté un faible montant à un seul chiffre, était de reprendre l'expertise technique dans la construction de pales de rotor pour les futurs systèmes ainsi que les brevets détenus par la société. SSP Technology a notamment conçu des pales de rotor d'une longueur allant jusqu'à 83,5 mètres et possède aussi de l'expérience dans la construction de pales de rotor divisées. La production de nouvelles pales va se poursuivre dans l'usine Nordex de Rostock. 
En juin 2017, Nordex remporte un contrat en France qui lui donne l'occasion, avec son modèle N131/3000, d'installer l'éolienne la plus haute de France avec son diamètre de rotor de 131 mètres. Elle est le premier développeur de projet éolien en France à cette même date.
En octobre 2019, la direction de la société décide d'augmenter le capital. Environ 9,7 millions de nouvelles actions sont émises pour Acciona dans le cadre d'un placement réservé de 99 millions d'€uros. Acciona, SA porte ainsi sa participation dans Nordex SE à plus de 30 % et est obligée, en vertu de la loi, de présenter une offre de rachat sur toutes les actions en circulation. Après l'expiration de l'offre en janvier 2020, Acciona détenait 36,4 % des actions.

## Les années 2020
Bien que Nordex SE voit ses ventes augmenter, la société enregistre de fortes pertes de 2018 à 2022.
En novembre 2020, pour se désendetter, Nordex vend à l'allemand RWE un ensemble de projets correspondant à 2,7 GW de projets éoliens et photovoltaïques terrestres (1,8 GW de parcs éoliens et 100 MW de capacité solaire photovoltaïque française, des parcs éoliens en Espagne, en Suède et en Pologne) ainsi que l'équipe de développement de projets européens de Nordex SE dont le bureau français de 70 salariés.
En 2022, Acciona intègre Nordex pour former le groupe Nordex Acciona dont il détient plus de 47 % du capital.

## Principaux actionnaires
Au 1er janvier 2024, la composition du capital du groupe Nordex Acciona était la suivante :
| Acciona             | 47,08 % |
| Suzanne Klatten     | 2,955 % |
| Greenvale Capital   | 2,704 % |
| Merrill Lynch       | 2,337 % |
| The Vanguard Group  | 2,107 % |
| Janus Henderson     | 1,049 % |
| Mackenzie Financial | 0,888 % |

## Marchés de Nordex SE

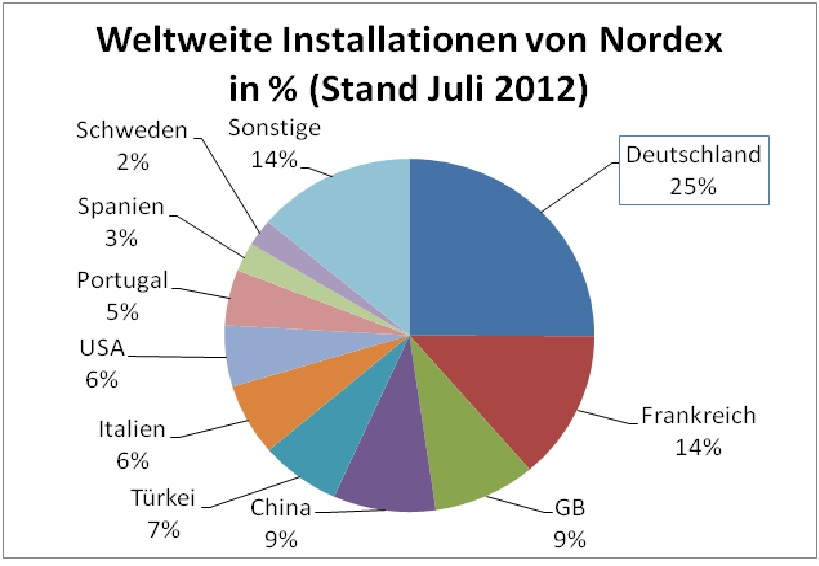
Répartition des installations de Nordex SE dans le monde en % (juillet 2012)

Depuis la création de l'entreprise en 1985, Nordex a réalisé des sites éoliens dans 30 pays. Alors que le marché intérieur danois était dans les années 1930 le marché le plus important, l'entreprise s'est ensuite concentrée sur l'Allemagne, où la production a été progressivement délocalisée, avec une part de marché de 16 % en 1998. Nordex a exporté des systèmes éoliens sur des marchés éloignés comme l'Inde et la Chine, pays où la production a été développée dans le cadre de coentreprises à partir de 1998. En 2002, Nordex a exporté près de la moitié de sa production. Les années suivantes, les exportations ont considérablement augmenté tandis que le marché allemand ne jouait plus qu'un rôle mineur.
À partir de 2010, l'Allemagne a repris une plus grande importance dans la stratégie du groupe. Cela s'est accompagné d'une concentration sur les sites intérieurs, pour lesquels de nouveaux systèmes ont été développés, à commencer par le N100/2500, mais surtout avec le N117/2400 et le N131/3000. En 2015, la part des exportations s'élevait à près de 70 %, ce qui correspond à la moyenne de l'ensemble de l'industrie éolienne allemande. La part de marché en Allemagne, qui était de 3,9 et 3,5 % en 2012 ou 2013, a considérablement augmenté par rapport à 2013 malgré une forte croissance du marché et était de 8 % sur le segment on-shore en 2014, soit 7 %. Cela plaçait Nordex SE, en 2014, à la quatrième place mondiale des fabricants après l'allemand Enercon GmbH, le danois Vestas Wind System A/S et l'allemand Senvion. Nordex SE n'intervient pas dans les éoliennes offshore.
En 2024, le classement des principaux constructeurs d'éoliennes dans le monde était :
- 1 -  Vestas
- 2 -  Siemens Gamesa
- 3 -  Goldwind
- 4 -  General Electrics
- 5 -  Envision Energy
- 6 -  MingYang
- 7 -  Windey
- 8 -  Nordex Acciona
- 9 -  Shanghai Electric
- 10 -  CSIC

Selon le rapport d'activité, le chiffre d'affaires cumulé des 3 trimestres 2023 de 4 476,83 M €uros est ainsi réparti : 
- Allemagne : 50,4 % (42,3 % en 2022 année complète)
- Espagne : 8,7 % (16,15 %)
- Brésil : 11,3 % (14,8 %)
- Inde : 18,5 % (25,0 %)
- Mexique : 0 % (0 %)
- Chine : 11,1 % (1,75 %)

Durant cette même période, Nordex Acciona a installé 1 090 éoliennes dans 24 pays pour un total de 5 537 MW, 61 % en Europe (62 % en 2022 année complète), 25 % en Amérique Latine (10 %), 7 % en Amérique du Nord (21 %) et 7 % dans le reste du monde (7 %).
En 2022 année complète, Nordex SE a installé 1 129 éoliennes dans 19 pays pour un total de 5 221 MW contre 1 619 éoliennes en 2021 pour 6 679 MW. Les pays, par ordre d'importance, sont :
- Allemagne : 878,1 MW (430,5 MW en 2021)
- Finlande : 604,4 MW (124,2)
- Espagne : 600,0 MW (203,7)
- USA : 549,3 MW (1.512,0)
- Brésil : 414,7 MW (250,6)
- France : 368,0 MW (356,1)
- Royaume-Uni : 326,4 MW (109,0)
- Chili : 279,9 MW (220,8)
- Pays-Bas : 235,3 MW (285,6)
- Turquie : 179,5 MW (794,4)
- Suède : 148,5 MW (726,3)
- Pologne : 135,0 MW (114,9)
- Belgique : 114,9 MW (69,9)
- Irlande : 113,4 MW (0,0)
- Mexique : 96,0 MW (211,2)
- Italie : 79,2 MW (71,4)
- Lituanie : 58,5 MW (0,0)
- Australie : 34,2 MW (139,5)
- Autriche : 5,7 MW (0,0)
- Norvège : 0 MW (451,1)
- Afrique du Sud : 0 MW (389,5)
- Ukraine : 0 MW (96,4)
- Inde : 0 MW (66,0)
- Croatie : 0 MW (32,4)
- Portugal : 0 MW (24,0)

## Parcs éoliens majeurs en France
En août 2015, Nordex SE a construit un des plus grands parcs éoliens français, Seine-Rive-Nord (SRN), entre Troyes et Romilly-sur-Seine. Trente N.100/2500, d'une puissance nominale unitaire de 2,5 MW chacune, totalisant 75 MW de puissance installée. Ce parc a été développé par Nordex Developpement France et H2Air pour le compte de l'investisseur KGAL. La particularité de ce parc est qu'il possède un poste élévateur de tension électrique privé 20 kV - 90 kV directement raccordé sur le réseau de transport d'électricité de RTE. Ce parc génère 183 000 MWh/an d'électricité d'origine renouvelable couvrant les besoins énergétiques hors chauffage de 46 000 foyers.

## Nordex France
La filiale française Nordex Franca S.A.S. a été créée en 2001. En 2018, elle a réalisé un chiffre d'affaires de 413 millions d'€uros et dégagé un résultat de 38 millions d'€uros. En 2023, elle emploie environ 400 collaborateurs. La société a construit plus de 1 300 turbines avec une capacité totale installée de 3,4 GW. Ce sont les modèles des classes 4 & 5 MW, N.149/4.0-4.5, N.149/5.X et N.163/5.X, issues de la génération Delta 4000. Elle dispose de 460 MW supplémentaires en cours de construction. La société dispose de 24 centres de maintenance répartis sur le territoire.